# Odense
Odense ( PRONÚNCIA DINAMARQUESA) é a terceira maior cidade da Dinamarca (atrás de Copenhague e Aarhus) e a maior cidade da ilha de Fiônia.
Embora esteja localizada no interior da ilha, está todavia ligada ao fiorde de Odense por um canal de 8 km de extensão.
É uma das cidades mais antigas da Dinamarca, conhecida pelas suas casas em enxaimel (casas com fachadas mostrando vigas de madeira).

| Etimologia de Odense O nome geográfico Odense deriva das palavras Odin (Deus da mitologia nórdica) e wæ (nós, santuário), significando ”povoação de Odin”. A cidade está mencionada como Othensuuigensem, em 988, e como Odansue, por volta de 1075. |

Em 2023, a cidade propriamente dita tinha uma população de 182 387 habitantes, enquanto o município de Odense tinha uma população de 207 762 habitantes, tornando-se o quarto maior município da Dinamarca (atrás dos municípios de Copenhague, Aarhus e Aalborg). O Eurostat e a OCDE usaram uma definição para a área metropolitana de Odense (referida como área urbana funcional), que inclui todos os municípios da província (dinamarquês: landsdel) de Fiônia (dinamarquês: Fyn), com uma população total de 504.066 como de 1º de julho de 2022.
É o centro administrativo da comuna de Odense, pertencente à Região da Dinamarca do Sul (Syddanmark). 
Por estrada, Odense está localizada a 45 quilômetros ao norte de Svendborg, 144 quilômetros ao sul de Aarhus e 167 quilômetros ao sudoeste de Copenhague. A cidade foi a sede do Condado de Odense até 1970, e do Condado de Fiônia de 1970 até 1º de janeiro de 2007, quando o Condado de Fiônia se tornou parte da Região do Sul da Dinamarca. Odense tem uma estreita associação com Hans Christian Andersen, que é lembrado acima de tudo por seus contos de fadas. Ele nasceu na cidade em 1805 e passou sua infância nela.
A cidade abriga o Palácio de Odense, erguido pelo rei Frederico IV, que ali morreu em 1730, o Teatro de Odense, a Orquestra Sinfônica de Odense e o Museu Hans Christian Andersen, situado na casa que foi o local de nascimento de Hans Christian Andersen. Nos esportes, Odense tem vários clubes de futebol, incluindo OB, BM, B1909 e B1913, o time profissional de hóquei no gelo Odense Bulldogs, e a cidade também hospeda a Maratona H.C. Andersen. 

## História
Houve assentamento humano na área de Odense por mais de 4 mil anos, embora o nome não tenha sido mencionado por escrito até 988 e, em 1070, já havia se tornado uma cidade próspera. Canuto IV da Dinamarca, geralmente considerado o último rei viking, foi assassinado por camponeses rebeldes no priorado de St Alban, em Odense, em 10 de julho de 1086. Embora a cidade tenha sido incendiada em 1249 após uma rivalidade real, ela rapidamente se recuperou e floresceu como um centro de comércio na Idade Média.
 
Após um período de declínio, planos de desenvolvimento em larga escala foram feitos durante o século XVIII, o que levou à reconstrução do Palácio de Odense e à construção de um canal para o Porto de Odense, facilitando o comércio.
 
Em 1865, um dos maiores terminais ferroviários da Dinamarca foi construído, aumentando ainda mais a população e o comércio e, em 1900, Odense atingiu uma população de 35 mil habitantes. A Odinstårnet de Odense foi uma das torres mais altas da Europa quando construída em 1935, mas foi destruída pelos nazistas durante a Segunda Guerra Mundial. A Universidade da Dinamarca do Sul foi fundada em 1966.

## Economia
Nos dias atuais, Odense continua sendo o centro comercial de Fiônia e possui um notável distrito comercial com uma diversidade de lojas.
                               
Várias grandes indústrias estão localizadas na cidade, com destaque para as construções mecânicas e navais, as indústrias têxteis e alimentares.
                                                  
Entre as suas empresas, podem ser apontadas a Albani Brewery, a ABB e a Odense Robotics (automação industrial), a Kansas Workwear (têxteis) e a GASA, a maior distribuidora de vegetais, frutas e flores da Dinamarca.

## Comunicações
A estrada europeia E20 passa a poucos quilómetros a sul de Odense, ligando Esbjerg, na península da Jutlândia, a Nyborg, em Fyn, e depois a Copenhaga, na ilha da Zelândia. 
A cidade é igualmente atravessada pela via férrea ligando Fredericia, na Jutlândia a Korsør e Copenhaga, na Zelândia. 

Está servida pelo aeroporto Hans Christian Andersen, a 10 a noroeste da cidade.
O canal de Odense, com 8 km de comprimento, liga a cidade ao fiorde de Odense, o qual desemboca no estreito de Categate. 

## Educação
- Universidade da Dinamarca do Sul (Syddansk Universitet) – Campus Odense com 19,287 estudantes (2025) [14][4]

## Pontos turísticos
Esta antiga cidade tem várias atrações turísticas:

- Casa de H. C. Andersen (H.C. Andersens Hus)
- Museu ferroviário (Danmarks Jernbanemuseum)
- Catedral de Odense (Sankt Knuds Kirke; com vários túmulos reais)
- Casas antigas em estilo enxaimel com fachadas mostrando vigas de madeira dos séculos XVI e XVII
- Parque citadino Kongens Have

## Personalidades ligadas a Odense
- Hans Christian Andersen (escritor; 1805-1875) [1]

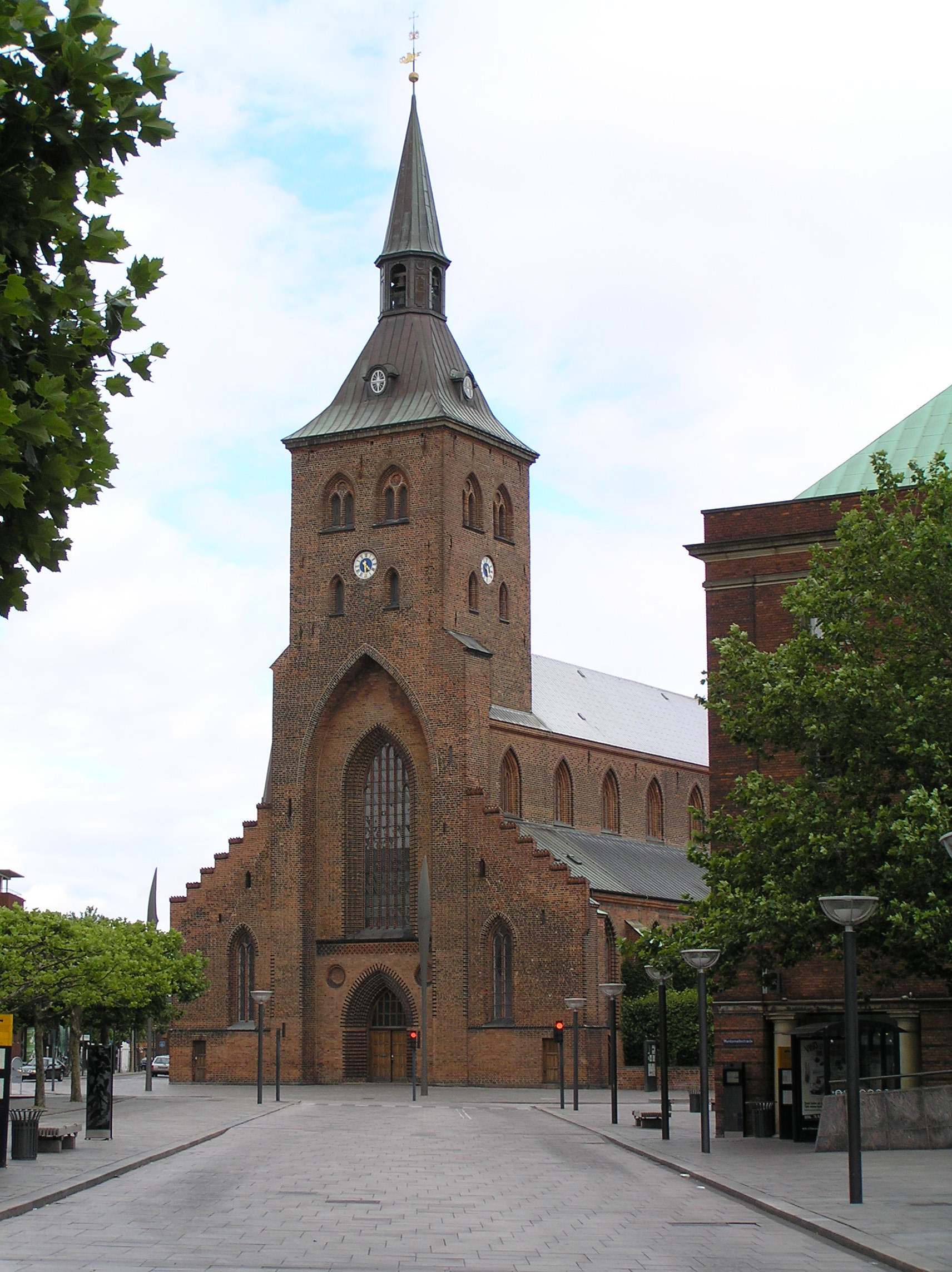
A catedral de Odense
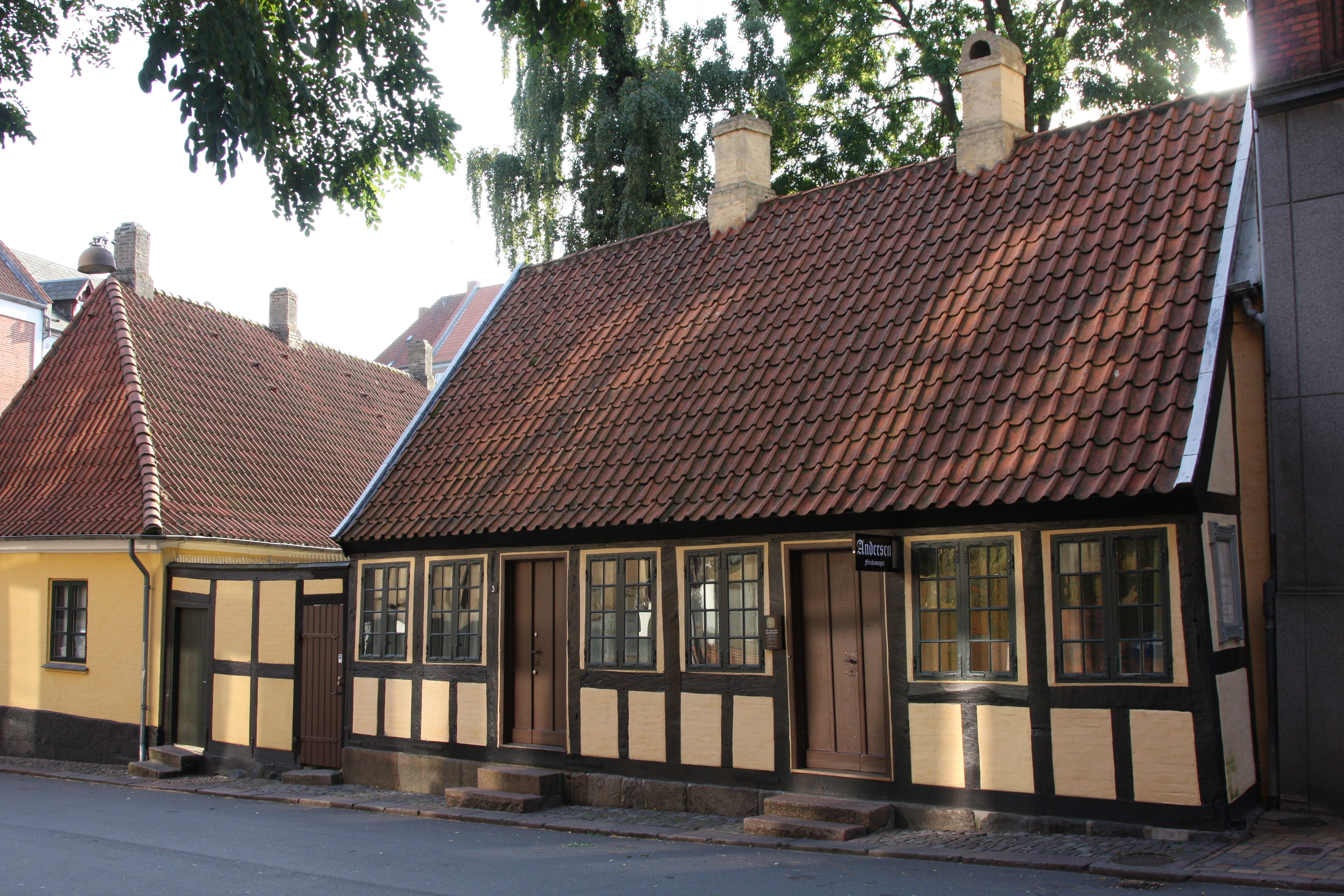
A casa da infância de Hans Christian Andersen
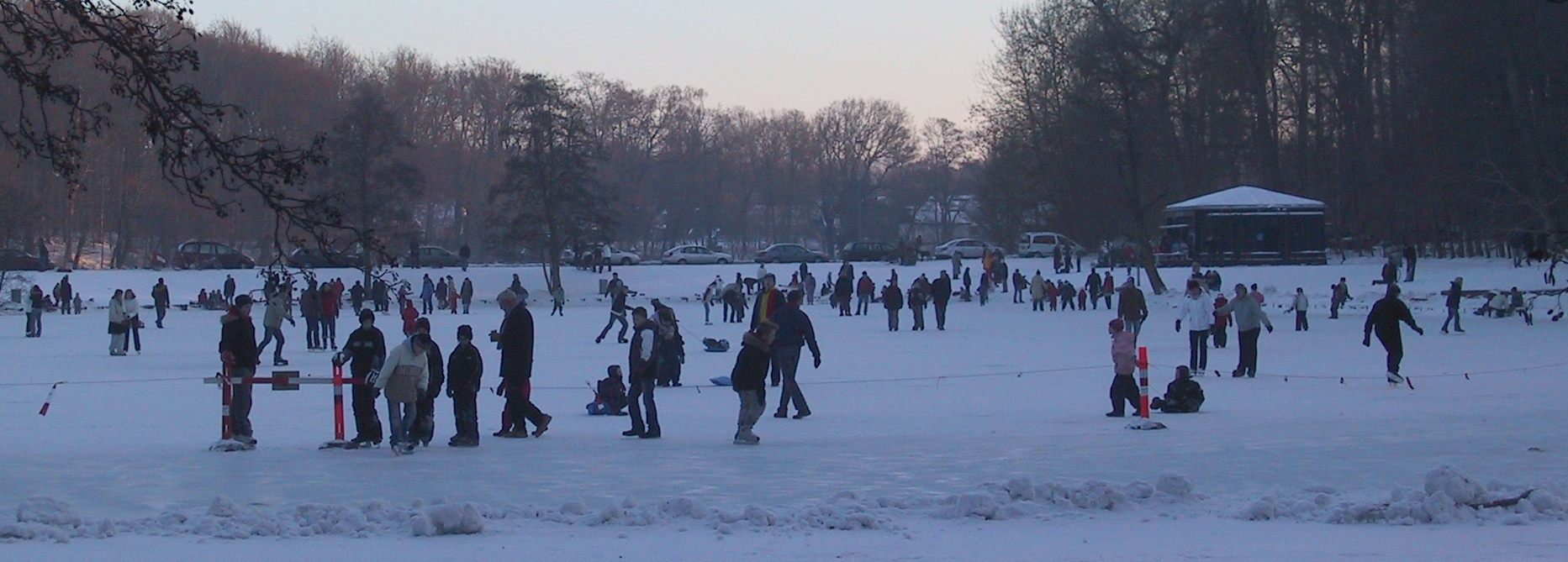
Inverno em Skovsøen
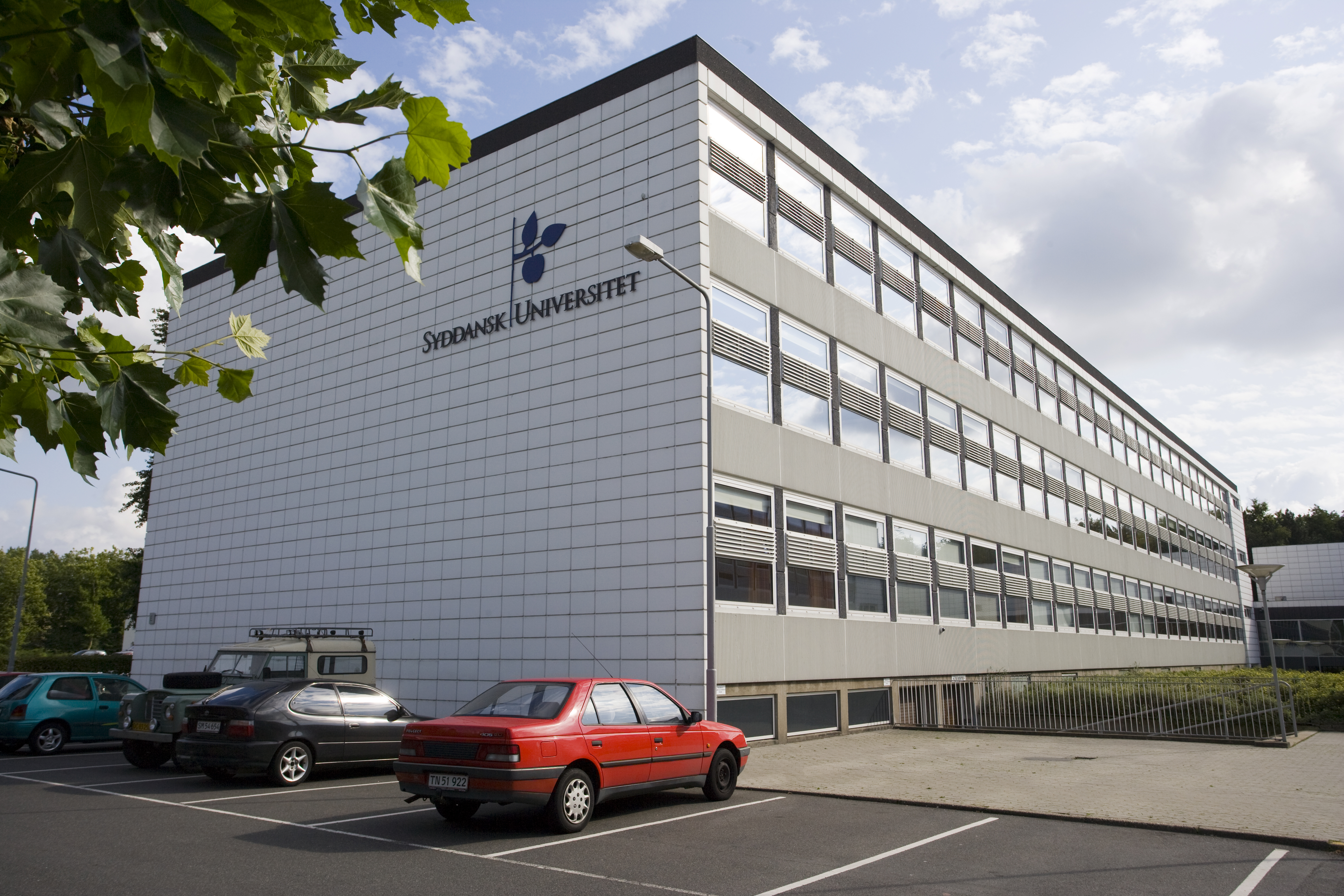
O Campus Odense da Universidade da Dinamarca do Sul